# Yúliya Konoválova
Yúliya Vladímirovna Konoválova –en ruso, Юлия Владимировна Коновалова– (1 de diciembre de 1990) es una deportista rusa que compitió en halterofilia. Ganó dos medallas de plata en el Campeonato Europeo de Halterofilia, en los años 2012 y 2014.

## Palmarés internacional
| Campeonato Europeo | Campeonato Europeo | Campeonato Europeo | Campeonato Europeo |
| Año                | Lugar              | Medalla            | Categoría          |
| ------------------ | ------------------ | ------------------ | ------------------ |
| 2012               | Antalya (Turquía)  | Medalla de plata   | +75 kg             |
| 2014               | Tel Aviv (Israel)  | Medalla de plata   | +75 kg             |